# Francis Smith
Francisco Brydon Smith, más conocido como Francis Smith (Buenos Aires, 3 de enero de 1938 - ibídem, 11 de febrero de 2009), fue un músico y compositor argentino, que se destacó por haber realizado varias de las canciones más populares de la década de 1970 en Argentina.
Fue, a su vez, el productor de la banda Los Náufragos (1969), principal exponente del rock complaciente de fines de los 60s, también llamado "conformista", desarrollando un rock pop orientado al baile, que resultó sumamente popular. 
Smith Compuso en total más de 300 canciones, y en 1995 recibió el Gran Premio SADAIC como mejor autor de música popular.

## Biografía
A mediados de la década de 1960 Francis Smith tenía un grupo de música beat llamado Los "In" junto a Amadeo Álvarez, Osvaldo López y Richard Green, y era uno de los integrantes del reducido underground del rock en Buenos Aires, siendo un asiduo frecuentador de La Cueva, el "boliche" nocturno considerado cuna del rock nacional en la Argentina.

### Composiciones
Entre sus creaciones están De boliche en boliche, Otra vez en la vía, Zapatos rotos, Yo en mi casa y ella en el bar, Quedate piola, Vicente, Estoy hecho un demonio, Vuelvo a naufragar, Súbete a mi barco y Una calle nos separa; interpretada por Leo Dan en 1969.
En la década de 1980, fue el productor del grupo femenino de música bailable Los Ángeles de Smith, una novedad por entonces, integrado por su esposa, Sandra Smith, y las hermanas Mariel y Alicia Escola.

## Miscelánea
- La popular melodía que entonan hinchadas y multitudes en la Argentina, comenzando con las palabras "Volveremos, volveremos...", es una recreación de "Zapatos rotos".
- La popular melodía que entonan hinchadas y multitudes en la Argentina, comenzando con las palabras "Movete  #&%@', movete...", es una recreación de "Estoy hecho un demonio".
- " Yo en mi casa y ella en el bar", fue escrita en el bar "La Paz".[1]
- "Estoy hecho un demonio" es un chiste sobre él mismo, debido a que nunca le gustó bailar.[1]
- En 1996 demandó al cantante mexicano Luis Miguel por plagio de su canción "Nada es igual", pero su denuncia fue desestimada por la justicia.[2]

## Fallecimiento
Francis Smith falleció el 11 de febrero de 2009, a los 71 años. Sus restos fueron inhumados en el Panteón de SADAIC del Cementerio de la Chacarita. Hacía aproximadamente 10 años que se efectuaba tratamiento de diálisis y estaba en lista de espera para un trasplante de riñón.

## Discografía solista
- Instrumental (1972)
- El mundo de Mafalda, música para la serie animada de Mafalda (1973)
- Bajo el sol de Acuario (1979)

## Filmografía
Las canciones de Francis Smith han sido llevadas al cine en reiteradas ocasiones: 
1. Isidoro, la película (2007)
2. Crucero de placer (1980)
3. Sujeto volador no identificado (1980)
4. Estoy hecho un demonio (1972), dirigida por Hugo Moser
5. Todos los pecados del mundo (1972)